# 紅胸草地鷚
紅胸草地鷚（學名：Sturnella militaris）是草地鷚屬下的一種鳥，與紅翅黑鸝有一定的親緣關係。這種鳥生活在較晚才出現其蹤跡的哥斯達黎加西南部、特立尼達到秘魯東北部和巴西中部的地區。2008年首次發現於尼加拉瓜。
像草地鷚屬的其他鳥類一樣，紅胸草地鷚生活在開闊鄉間的草地上，并在此築巢，一次可以產兩到四枚有褐色斑點的白色卵。雄性最高可以飛離地面10（33英尺）。其體型較小，體長約19（7.5英寸），重約40—48克（1.4—1.7盎司）。雄性比雌性略大，背部羽毛為黑色、胸部為紅色。雌性羽毛為褐色，眼部有深褐色條紋，身體後半部顏色較深。